# Каждый охотник желает знать…
«Каждый охотник желает знать…» — советский художественный фильм.

## Сюжет
Петя страстно увлечен авиамоделизмом. Однажды его модель теряет в воздухе управление и при падении ломается из-за собаки, оказавшейся на посадочной полосе. Для новой модели нужны деньги, а у родителей Петя просить не хочет. Мальчик узнает, что киностудии для съёмки фильма «Угол атаки» срочно требуется собака. Петя разыскивает собаку, приводит её в студию, где выдаёт её за свою.

## Съёмочная группа
- Режиссёр — Михаил Ильенко
- Сценарист — Михаил Ильенко
- Оператор-постановщик — Богдан Вержбицкий
- Художник-постановщик — Александр Шеремет
- Композитор — Эдуард Артемьев

## В ролях
- Егор Голобородько — Петя
- Римма Маркова — бабушка
- Александра Бовтун — девочка
- Евгений Пашин — Иван
- Александр Игнатуша — режиссёр
- Юрий Рудченко — ассистент
- Инна Капинос — Тамара
- Дмитрий Ландар — мальчик из массовки
- Владимир Волков — отец
- Людмила Логийко — мать